# Cliff Holton
Pour les articles homonymes, voir Holton.
Clifford Charles Holton est un footballeur anglais né le 29 avril 1929 à Oxford et mort le 4 juin 1996. Il évoluait au poste de milieu offensif.

## Carrière
- 1947-1958 : Arsenal  Angleterre
- 1958-1961 : Watford  Angleterre
- 1961-1962 : Northampton Town FC  Angleterre
- 1962-1965 : Crystal Palace  Angleterre
- 1965-1966 : Watford  Angleterre
- 1966 : Charlton  Angleterre
- 1966-1968 : Leyton Orient FC  Angleterre

## Palmarès
- Champion d'Angleterre en 1953 avec Arsenal
- Vainqueur de la Coupe d'Angleterre en 1950 avec Arsenal
- Vainqueur du Charity Shield en 1953 avec Arsenal